# Лашко, Ирина Евгеньевна

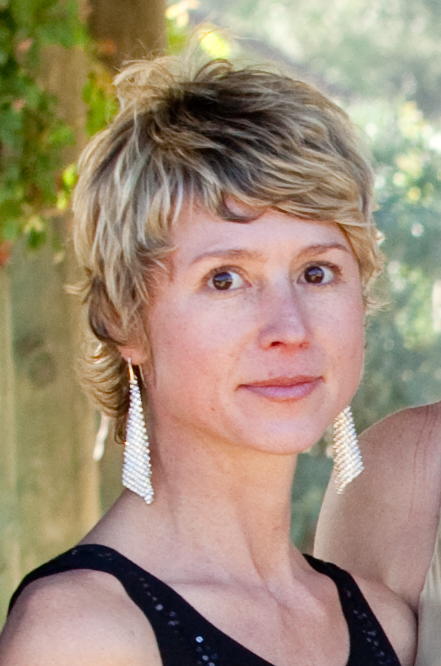
Ирина Лашко

Ирина Евгеньевна Лашко, после замужества Ирина Евгеньевна Феза (род. 25 января 1973, Куйбышев) — российская и австралийская прыгунья в воду, трижды призёр Олимпийских игр, трёхкратная чемпионка мира, двукратная чемпионка Европы.

## Биография

### Спортивная карьера
Воспитанница свердловского спорта, первый тренер — Николай Мамин. В сборной СССР выступает с 1986 года, дебютировала в 1988 году на Олимпийских играх в Сеуле. В 1991 году завоевала первые награды на чемпионате Европы в Афинах (золотая медаль в прыжке с 3 метров) и чемпионате мира в австралийском Перте (серебряная медаль в той же категории).
В 1992 году на Олимпийских играх в составе Объединённой команды взяла серебряную награду в прыжках с 3-метрового трамплина. При этом Лашко считалась главным претендентом на золото и долго время лидировала, но в последнем 8-м прыжке допустила ошибку, которая стоила ей золотой медали.
Через 4 года в Атланте она взяла ещё одно «серебро» в той же категории прыжков, за что была удостоена ордена Дружбы, позднее стала выступать в синхронных прыжках в паре с Юлией Пахалиной. В 1998 году им покорился титул чемпионок мира в том же Перте.
Спустя некоторое время Ирина, которая была замужем за австралийцем Кэролом Фёзе, перебралась в Австралию и получила австралийское гражданство (сохранив российское), что позволило ей выступать за сборную Австралии. В составе австралийской сборной ей удалось выиграть чемпионат мира в Барселоне в 2003 году, дважды выиграть золото Игр Содружества 2002 года в Манчестере и стать бронзовым призёром Олимпиады в Афинах.

### Скандал с «мнимой» дисквалификацией
В 2006 году Ирина приняла решение о возвращении в сборную России. Согласно законодательству Международного Олимпийского комитета, Ирина должна была выдержать двухгодичную послеолимпийскую паузу, чтобы подать заявку на переход в другую сборную, что ей и удалось сделать. Главный тренер сборной России и вице-президент Российской федерации прыжков в воду Алексей Евангулов изначально приветствовал подобное решение Ирины.
Однако вскоре грянул громкий скандал, и возвращение Ирины толком не состоялось из-за невнимательности Алексея Евангулова. Сначала ей вовремя не выдали официальное разрешение на выступление в сборной России. Затем после того же чемпионата мира, где ей удалось занять лишь шестое место, Ирина в интервью раскритиковала судейство на турнире.
Вскоре Евангулов получил письмо из Международной федерации водных видов спорта (FINA), в котором якобы говорилось о пожизненной дисквалификации Ирины, и объявил об исключении Ирины из сборной. Но сама Ирина выяснила, что в письме не говорилось ни о какой дисквалификации. Попытки спортсменки выяснить у Евангулова причины такого заявления не увенчались успехом — Евангулов просто отказался с ней контактировать. Более того, Ирину и её тренера в 2008 году лишили зарплаты за выступления. Возмущённая подобным поступком Ирина вскоре завершила карьеру и начала судебную тяжбу с Евангуловым, пытаясь взыскать с него компенсацию за клевету и моральный ущерб.

### Семья
В начале 1990-х годов познакомилась с австралийцем Кэролом Феза, сотрудником охранной фирмы. После замужества перебралась в Австралию, в Мельбурн, где проживает и сейчас. Воспитывает дочь Алину.